# 殿暦
『殿暦（でんりゃく）』は、平安時代後期の公卿、藤原忠実（1078年 - 1162年）の日記。「殿暦」は「殿下（摂政関白）日暦」の略と考えられ、別に『忠実公記』、『知足院関白記』、『知足院殿記』（単に『殿記』とも）等ともいう。原文は伝わらず、文永4年（1267年）に近衛基平が家臣とともに書写した古写本22冊が伝わり、重要文化財に指定されている。
承徳2年（1098年）から元永元年（1118年）までの記事が現存する。この時期、忠実は政治的に絶頂期にあたり、朝廷における政務・儀式の詳細な記録が残る。